# Beijing North Star
Beijing North Star (chinois simplifié : 北京北辰实业股份有限公司 ; chinois traditionnel : 北京北辰實業股份有限公司 ; pinyin : Běijing běi chén shíyè gǔfèn yǒuxiàngōngsī) est une entreprise chinoise du secteur immobilier.
Elle a réalisé de nombreux grands programmes immobiliers et de grands hôtels. Elle a eu en charge la réalisation du village olympique des jeux olympiques de 2008 de Pékin.